# David Loss
David García Casado (León, Castilla y León, 10 de julio de 1975), también conocido como David Loss, es un artista multidisciplinar, músico y escritor residente en Nueva York. Su trabajo abarca desde las artes visuales y la literatura, pasando por la música experimental y la curaduría.

## Música
Bajo el nombre de David Loss, David García Casado crea paisajes sonoros colaborando en ocasiones con diversos artistas y presentando su trabajo en galerías, espacios alternativos y festivales de arte y poesía como el "VI Kerouac Festival" (2022) o en el "Museum of the Moving Image" (2023).
Algunas de sus experiencias en el country rock experimental en Rotterdam, Londres y Nueva York
han sido recogidas en “Empty Shell” (2004), “Highway Rivers” (2006) y “Primer” (2007), editados por AA Records. También en un álbum en español gestado a fuego lento a caballo entre León y Nueva York, “El Fin de Algo” (2022), acompañado del grupo 'La banda íntima de Martin Frost'. Este proyecto, compuesto por un álbum y dos singles independientes (con la colaboración de Miryam Bright, de The Bright) contó con la producción de Kike Cardiaco y Mario Paz González.

## Literatura y arte
David García Casado es Doctor en Bellas Artes por la Universidad de Castilla-La Mancha, donde también obtuvo su MFA (Máster en Bellas Artes) y BFA (Grado en Bellas Artes). Su labor crítica está presente en publicaciones como Salon Kritik, Campo de relámpagos, Falso Raccord, El Estado Mental, Rilhafoles, Infolibre y Tunica Magazine. Además, ha entrevistado a personalidades del mundo del arte y la cultura como Nancy Whang, Oriol Maspons, Korakrit Arunanondchai, Jeremy Toussaint-Baptiste, Lloyd Kahn, Karen Azoulay y José Maldonado.
En 2023 asumió el cargo de editor jefe del "1: AM Poetry Journal", una publicación dedicada a la poesía contemporánea y experimental 
Entre sus libros destacan: “Buscando Invisibles” (2016), "Primer Diario de Nueva York” (2017), “Manta Sucia” (2018)o "Campos en la niebla. Cantos de lo irrecuperable" (2024).